# Цондек, Бернхард
Бернхард Цондек (29 июля 1891 — 8 ноября 1966) — израильский гинеколог немецкого происхождения, разработавший первый надежный тест на беременность в 1928 году. Лауреат премии Израиля в области медицины.

## Биография
Бернхард Цондек родился в Вронке, Германия, ныне Вронки, Польша. Он изучал медицину в Берлине и получил высшее образование в 1919 году. Он работал под руководством Карла Франца в университетской женской клинике в Берлине, где специализировался в области акушерства и гинекологии. Его старший брат, Герман Цондек, был профессором Берлинского университета имени Гумбольдта и пионером современной эндокринологии.
В 1929 году стал главным врачом отделения акушерства и гинекологии городской больницы Берлин-Шпандау. Когда в 1933 году к власти пришли нацисты, он был уволен со своих постов.
Он уехал из Германии в Стокгольм, где подал прошение о разрешении работать врачом в Швеции. Тем временем он начал работать бесплатно ученым в Биохимическом институте Стокгольмского университета. В сентябре 1934 года он обратился напрямую к шведскому королю, чтобы получить лицензию практикующего. Шведскую медицинскую ассоциацию попросили высказать свое мнение, и хотя незначительное большинство проголосовало за предоставление ему разрешения только на научную работу (исключив его из клинической практики), остальные хотели вообще отказать ему в разрешении. Когда СМИ сообщили об этом случае, председатель медицинской ассоциации написал статьи, дискредитирующие Цондека и вызывающие подозрения в его адрес в средствах массовой информации, а протест против Цондека собрал подписи более 1000 практикующих, что составляет треть шведских врачей. Эти выражения враждебности и ненависти к евреям со стороны его коллег заставили Цондека решить, что он не может оставаться в Швеции.
Осенью 1934 года он иммигрировал в Эрец-Исраэль, где был назначен профессором акушерства и гинекологии в Еврейском университете Иерусалима и главой отделения акушерства и гинекологии в больнице Хадасса. Он был президентом Иерусалимской медицинской академии. В 1961 году он ушел от преподавания и ухода за пациентами и посвятил свое время частным занятиям.

## Награды и признание
- В 1956 году Цондек получил премию Соломона Бублика Еврейского университета в Иерусалиме.
- В 1958 году он был удостоен премии Израиля в области медицины.